# 5891 Gehrig
5891 Gehrig este un asteroid din centura principală de asteroizi.

## Descriere
5891 Gehrig este un asteroid din centura principală de asteroizi. A fost descoperit pe 22 septembrie 1981 la Observatorul Kleť de Antonín Mrkos. Asteroidul prezintă o orbită caracterizată de o semiaxă mare de 2,43 ua, o excentricitate de 0,13 și o înclinație de 3,3° în raport cu ecliptica.